# 七箇村
七箇村（しちかむら）は、香川県仲多度郡にあった村。

## 歴史
- 1890年2月15日 - 町村制施行に伴い、那珂郡七箇村、塩入村（しおいりむら）が合併し、七箇村が発足。
- 1899年4月1日 - 那珂郡が多度郡と合併し、仲多度郡となる。
- 1955年4月1日 - 十郷村と合併して仲南村となり消滅。

## 村長
- 増田穣三